# Чкалово (Мелитопольский район)
Чкалово (укр. Чкалове) — село, Чкаловский сельский совет, Мелитопольский (ранее Приазовский) район, Запорожская область, Украина.
Код КОАТУУ — 2324586801. Население по переписи 2001 года составляло 955 человек.
Является административным центром Чкаловского сельского совета, в который не входят другие населённые пункты.

## Географическое положение
Село Чкалово находится на расстоянии в 2 км от Азовского моря,
на расстоянии в 3 км от села Игоревка и в 4,5 км от села Мироновка.

## История
- 1883 год — дата основания как село Троицкое, которое затем переименовали в село Константиновка.
- В 1938 году переименовано в село Чкалово.

## Экономика
- Агрофирма ООО «Ольвия».
- Агрофирма ООО «Эммаус».

## Объекты социальной сферы
- Учебно-воспитательный комплекс. 149 учащихся, 23 сотрудника. Директор Еремеева Людмила Викторовна.[2]. В 2009 году ученик УВК Андрей Пивень занял III место на Всеукраинской олимпиаде по географии[3].
- Дом культуры.

## Уроженцы
- Конюхов, Фёдор Филиппович (род. 1951) — путешественник, яхтсмен, писатель, художник, православный священнослужитель.
- Бойко Валентина Владимировна (р.1946) - народная артистка Украины, ведущая солистка Крымского академического музыкального театра